# 봄 이야기
《봄 이야기》(프랑스어: Conte de printemps, 영어: A Tale of Springtime)는 1990년 개봉한 프랑스의 영화이다. 에릭 로메르가 감독과 각본을 맡았다. 에릭 로메르의 사계 시리즈의 첫 번째 작품이다.

## 출연

### 주연
- 안느 테세드르
- 위그 케스테

### 조연
- 플로랑스 다렐
- 엘로이즈 베넷
- 소피 로뱅